# Hamilcoa
Hamilcoa là một chi thực vật có hoa trong họ Đại kích (Euphorbiaceae). Chi này được David Prain mô tả lần đầu tiên năm 1912.

## Các loài
Hiện tại người ta công nhận 1 loài thuộc chi này là:
- Hamilcoa zenkeri (Pax) Prain, 1912: Bản địa Nigeria và Cameroon.[4][5][6]